# دهستان آجم
آجم، دهستانی از توابع بخش دیشموک شهرستان کهگیلویه در استان کهگیلویه و بویراحمد ایران است.

## جمعیت
براساس سرشماری سال ۱۳۸۵ جمعیت آن ۷۰۶ نفر (۱۲۴ خانوار) بوده‌است.
آبادی های آجم
اب  چاتي اجم،    بشيره اي،    پاتاوه اجم،    تنگ اسياب اجم ،   حيدري اجم ،   داربلنداجم ،   دره زري اجم،    رودريش    كيزه اجم ،   گرده پي اجم ،   ليطون اجم  ،  موري اجم  ،  سراسياب اجم ،   ميدان  ،  سرتنگ اسياب سبزمير ،   دم تنگ دويسون اجم  ،  ريزك اجم ،   چشمه مزار تك سرب